# Черкесские ногайцы
Черкесские ногайцы — этническая группа ногайцев, которая, вследствие длительных близких связей с адыгами и абазинами, переняла их уклад жизни и практически кровно ассимилировалась с ними. Основную часть данной группы составляют Бештаво-Кумские и Калаусо-Джеймболуковские ногайцы, проживающие на западе Ставропольского края. Разговаривают на ногайском языке. Внешне сочетают в себе как адыгские (европеоидные), так и ногайские (монголоидные) черты внешности. Традиционная одежда почти ничем не отличается от одежды черкесов. В настоящее время, наиболее высока концентрация черкесских ногайцев в селе Канглы.

## История
Межнациональные браки между ногайцами и черкесами имели место ещё до активных правительственных геополитических действий, однако же процесс постепенного ассимилирования начался только в XVIII веке.
Историческая часть ногайцев, являющаяся остатком Ногайской Орды, активно заселяла территории Прикубанья. Кубанские ногайцы составляли основу татарского войска в черкесском наместничестве.
В Русско-Турецкую войну (1735—1739 гг.) часть ногайцев была переведена с Кубани в Кизляр и приведены к присяге Российской империи, однако в 1840-е года, около 6 тыс. семей бежало на Кубань, а 30 их аулов осталось в Кабарде. Эти беглые ногайцы, в 1769 году узнавшие о приближении российских войск и впоследствии бежавшие в Карачая, были покорены при попытке бегства в Кубань и выдворены в Пятигорье, где были причислены к Кабардинскому приставству. На территории Пятигорья находились как кабардинские, так и абазинские и ногайские аулы, однако основным населением региона оставались кабардинцы. В конце XVIII века пятигорские ногайцы и абазины составили отдельное Бештовское приставство и кочевали «вблизи Бештовых гор», по реке Куме, Калаузе и до самой Кубани. В 1804—1807 годах население Пятигорья значительно пострадало от эпидемий чумы, других заболеваний и военных действий, поэтому уцелевшие жители ногайских аулов были собраны в селе Канглы. В состав села также вошли ногайцы, некогда проживавшие в кабардинском ауле Дударуково, в Кабарде.
В 1860-х годах, большая часть ногайцев, проживавших в Пятигорье, вследствие влияния (религиозного и со стороны черкесов) эмигрировала в Османскую империю. Однако, через несколько лет многие ногайские семьи предприняли попытку вернуться. В бывшем Калаусо-Саблинском приставстве после мухаджирства оставалось 2,6 тыс. чел. Всех их поселили в одном ауле Канглы, который располагается рядом с городом Минеральные Воды. Некоторая часть ногайцев осталась в Турции.

## Известные фамилии
Карамурзины — знатные черкесские князья, имевшие ногайское происхождение;